# Răuseni, Botoșani
Răuseni (în maghiară Ravaszfalva) este satul de reședință al comunei cu același nume din județul Botoșani, Moldova, România.

## Personalități
- Maria Briese (1894 - 1969), medic, profesor de endocrinologie la Facultatea de Medicină.

 Acest articol despre o localitate din județul Botoșani este deocamdată un ciot. Puteți ajuta Wikipedia prin completarea lui.